# E115

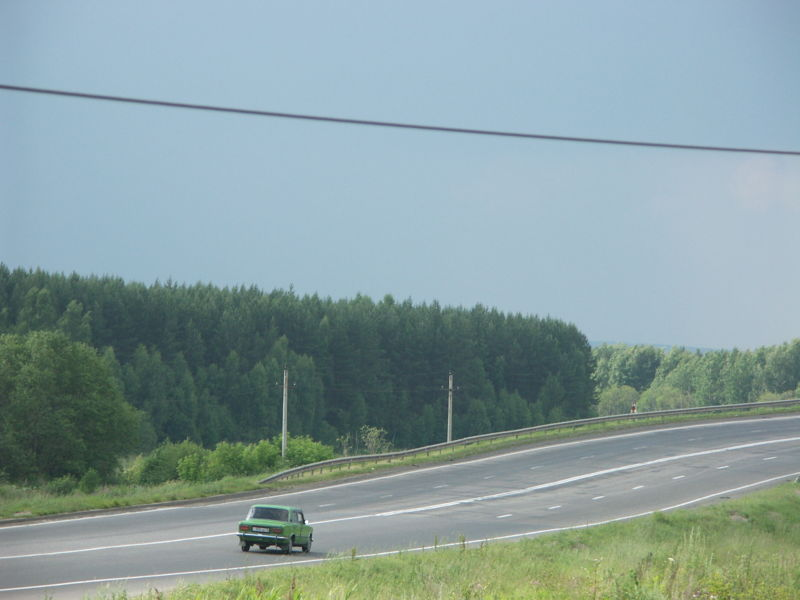
E115/M8 nära Rostov norr om Moskva.

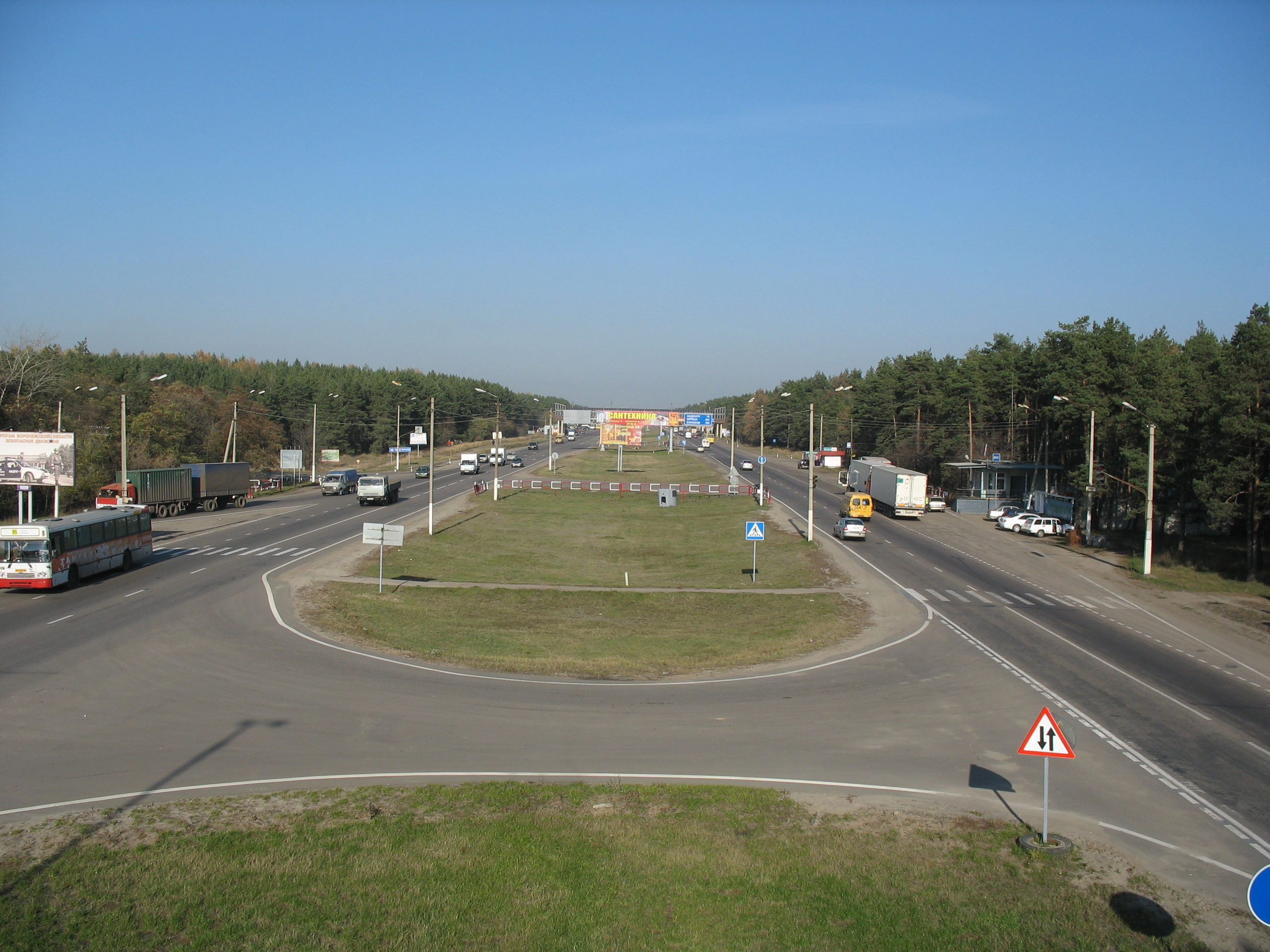
E115/M4 nära Voronezh.

E115 är en 1 730 km lång europaväg som går helt inom Ryssland.

## Sträckning
Jaroslavl - Moskva - Voronezh - Rostov-na-Donu - Krasnodar - Novorossijsk

## Standard
Vägen är till stor del landsväg, Moskvas ringmotorväg och stora delar av M4 är dock motorväg.